# Venix
Venix is een stopgezette versie van het Unix-besturingssysteem voor low-end computers, ontwikkeld door VenturCom, een "bedrijf dat gespecialiseerd is in de meest minimalistische implementaties van Unix".

## Geschiedenis
In mei 1983 werd een werkende versie van Venix/86 voor de IBM PC XT gedemonstreerd op COMDEX. Venix/86 was gebaseerd op Unix Versie 7 met enkele verbeteringen van BSD (met name "vi", "more" en "csh") en aangepaste IPC-mechanismen. Het was het eerste gelicentieerde Unix-besturingssysteem dat beschikbaar was voor de IBM PC en zijn compatibele systemen, ondersteuning bood voor lees-/schrijftoegang tot een aparte DOS/FAT-partitie en kon draaien in slechts 128 KB RAM, alhoewel 256 KB of 512 KB aanbevolen werd.
In september 1984 werd Venix/86 Encore uitgebracht. Deze versie ondersteunde een aantal vroege PC-compatibele systemen, waaronder de AT&T 6300, de Zenith 150, de (eerste) NCR PC en de Texas Instruments Professional Computer. Venix/PRO was een versie voor de DEC PRO-350-microcomputer.
Venix 2.0 was nog steeds gebaseerd op Unix Versie 7 en draaide op de DEC Rainbow 100 (Venix/86R) en op pc's (Venix/86 en /286). Het systeem bevatte een aantal verbeteringen, met name programma's om DOS-bestanden rechtstreeks op een DOS/FAT-partitie te openen en een bijgewerkte ADB-debugger. Het systeem werd aangeboden in een versie voor 2 gebruikers met een prijs van $800 en een versie voor 8 gebruikers met een prijs van $1.000. Er waren geen technische verschillen tussen de twee. Verwarrend genoeg was Venix 2.0 voor de DEC PRO-380 in essentie gebaseerd op System III. Het draaide niet langer op de PRO-350.
Venix 2.1 voor pc's bevatte net als de originele Venix/86 een C-compiler en een BASIC-interpreter en voegde een Fortran 77-compiler toe als optie. Een optionele driverkit maakte het mogelijk om stuurprogramma's voor het systeem te ontwikkelen en nieuwe kernels te genereren. In november 1985 kondigde Unisource Software Corp RM/Cobol voor Venix aan.
Vanaf versie 3.0 was Venix gebaseerd op System V. Een realtimeversie gebaseerd op System V.3.2 werd in 1990 uitgebracht voor de 386.
De laatste versie, Venix 4.2.1, werd uitgebracht in 1994. Deze versie was gebaseerd op UNIX System V Release 4.2 (UnixWare). De variant voor werkstations omvatte het besturingssysteem, NFS en TCP/IP, X, OpenLook en Motif GUI's en het Veritas File System (vxfs). De variant voor het ontwikkelen van software omvatte bovendien een ANSI C-compiler, een bibliotheek met realtime functies, GUI-ontwikkelingssoftware, realtime ontwikkelingshulpprogramma's en geselecteerde industriële I/O-stuurprogramma's.

## Ontvangst
In een PC Magazine-recensie uit 1984 werd Venix functioneel bevonden, ondanks enkele bugs in de eerste versies. Het gebruik van het BIOS voor toegang tot apparaten maakte Venix meer porteerbaar dan zijn concurrent PC/IX, maar vertraagde de weergaveverwerking. De snelheid van de schijftoegang bleek vergelijkbaar.
BYTE concludeerde dat Venix op de DEC Professional en IBM PC "adequaat presteerde", maar bekritiseerde de limiet op achtergrondprocessen.
In 1987 prees recensent Jim Rosenberg in Micro/Systems Journal de stabiliteit van Venix System V, maar hij hekelde het gebrek aan third-party-software.